# Logistik
Logistik nebo také Specialista logistiky je pracovník v logistice.

## Pracovní náplň
- řídí logistické oddělení, úsek
- řídí logistický tok firmy
- stará se o materiální (materiálový) tok ve výrobním procesu
- koordinuje dopravní a přepravní procesy, vystavování přepravních dokumentů
- komunikuje s dodavateli a zákazníky
- příjem zboží, kontrola dodávek
- koordinace prodeje („odbytu“) a distribuce[2]

## Vzdělání v Česku

### Středoškolské vzdělání
V České republice existuje čtyřletý studijní obor Provoz a ekonomika dopravy (37-41-M/01) zakončený maturitní zkouškou, který vzdělává kvalifikované pracovníky do logistiky. Dále Logistické a finanční služby (37-42-M/01) a další podobné obory.

### Vyšší odborné vzdělání
Tříleté studijní obory Dopravní logistika a obchod (37-41-N/04), Dopravní a spediční činnost (37-41-N/01), Logistika a management (64-31-N/14) aj. zakončené absolutoriem, která vzdělávají řídící pracovníky do logistiky pro malé a střední podniky, jsou to zejména vedoucí logistiky.

### Vysokoškolské vzdělání
Existuje mnoho vysokoškolských oborů se zaměřením na logistiku, které vzdělávají vedoucí pracovníky do logistických oddělení pro velké podniky, jsou to zpravidla manažeři logistiky.